# Master of My Make-Believe
Master of My Make-Believe é o segundo álbum de estúdio da artista musical estadunidense Santigold. Foi lançado em 24 de abril de 2012 pela Atlantic Records.

## Lista de faixas
| N.º | Título                  | Compositor(es)                                                                                    | Produtor(es)                                                         | Duração |  |
| 1.  | "GO!" (com Karen O)     | Santi White, Karen O, Nick Zinner, Dave Taylor, Kamaal Fareed, Guy Battarel, Jean-Pierre Massiera | Santigold, Switch, Q-Tip                                             | 3:23    |  |
| 2.  | "Disparate Youth"       | White, Zinner, Ricardo Johnson                                                                    | Santigold, Ricky Blaze                                               | 4:44    |  |
| 3.  | "God from the Machine"  | White, Johnson, Greg Kurstin                                                                      | Kurstin, Santigold (co.)                                             | 3:52    |  |
| 4.  | "Fame"                  | White, David Andrew Sitek, Soko                                                                   | Sitek                                                                | 3:29    |  |
| 5.  | "Freak Like Me"         | White, Hill, Taylor                                                                               | Hill, Switch                                                         | 2:18    |  |
| 6.  | "This Isn't Our Parade" | White, Zinner, Hill, Sitek                                                                        | Santigold, Hill                                                      | 3:54    |  |
| 7.  | "The Riot's Gone"       | White, Zinner, Taylor, Kurstin                                                                    | Kurstin, Switch (co.)                                                | 3:29    |  |
| 8.  | "Pirate in the Water"   | White, Taylor, Jesse Novak, Thomas Wesley Pentz                                                   | Santigold, Switch, Diplo                                             | 2:54    |  |
| 9.  | "The Keepers"           | White, Hill, Kurstin                                                                              | Kurstin                                                              | 3:32    |  |
| 10. | "Look at These Hoes"    | White, Pentz, Alexander Ridha, Naeem Juwan                                                        | Santigold, Diplo, Boys Noize, Switch (adicional.), Hill (adicional.) | 2:57    |  |
| 11. | "Big Mouth"             | White, Taylor, João Barbosa, Rui Pité, Karla Rodrigues                                            | Switch, Buraka Som Sistema                                           | 3:11    |  |

## Desempenho nas tabelas musicais

### Posições
| Tabela musical (2012)                                         | Melhor posição |
| ------------------------------------------------------------- | -------------- |
| Austrália (ARIA Charts)                                       | 16             |
| Áustria (Ö3 Austria Top 40)                                   | 35             |
| Bélgica (Ultratop 50 de Flandres)                             | 27             |
| Bélgica (Ultratop 40 da Valônia)                              | 51             |
| Canadá (Canadian Albums Chart)                                | 34             |
| Estados Unidos (Billboard 200)                                | 21             |
| Estados Unidos (Dance/Electronic Albums)                      | 1              |
| França (Syndicat National de l'Édition Phonographique)        | 65             |
| Irlanda (Irish Recorded Music Association)                    | 25             |
| Nova Zelândia (Recording Industry Association of New Zealand) | 31             |
| Países Baixos (MegaCharts)                                    | 62             |
| Reino Unido (UK Singles Chart)                                | 33             |
| Reino Unido (UK Dance Chart)                                  | 4              |
| Suíça (Schweizer Hitparade)                                   | 16             |

### Tabelas de fim-de-ano
| Tabela musical (2012)                    | Melhor posição |
| ---------------------------------------- | -------------- |
| Estados Unidos (Dance/Electronic Albums) | 13             |